# Taré (Dédougou)
Pour les articles homonymes, voir Taré.
Taré est une commune située dans le département de Dédougou de la province du Mouhoun au Burkina Faso.